# Booba (serie animata)
Booba (di Sparrow 3d) è un cartone animato in CGI russo prodotto dal 2014 e diretto da vari registi.

## Trama
Booba è uno Yeti carino e curioso, come un bambino di 5 anni, esplora il mondo senza rabbia o risentimento, solo gioia e meraviglia, non parla, anche se emette suoni per esprimere le proprie emozioni.

## Episodi

### Prima stagione
| nº | Titolo italiano    |
| -- | ------------------ |
| 1  | Cucina             |
| 2  | Bagno              |
| 3  | Camera             |
| 4  | Ufficio            |
| 5  | Sala giochi        |
| 6  | Studio di biologia |
| 7  | Candela            |
| 8  | Garage             |
| 9  | Attico             |
| 10 | Papillon           |
| 11 | Trappola per topi  |
| 12 | La pittura         |
| 13 | Al panificio       |
| 14 | Circo              |
| 15 | La festa           |
| 16 | Sala cinema        |
| 17 | La lampadina       |
| 18 | Burger             |
| 19 | Metropolitana      |
| 20 | Supermercato       |
| 21 | Sala concerti      |
| 22 | Uva                |
| 23 | Discoteca          |
| 24 | Rumore             |
| 25 | In Palestra        |
| 26 | UFO                |

### Seconda stagione
| n° | Titolo italiano       |
| -- | --------------------- |
| 1  | Sulla terrazza        |
| 2  | In treno              |
| 3  | In aereo              |
| 4  | Al museo              |
| 5  | La fattoria           |
| 6  | La palla              |
| 7  | Il telecomando        |
| 8  | Super Booba           |
| 9  | L'hockey su ghiaccio  |
| 10 | Albero di Natale      |
| 11 | Parco Giochi          |
| 12 | Videogioco            |
| 13 | Fantasma              |
| 14 | Panini                |
| 15 | Negozio di Giocattoli |
| 16 | Mini golf             |
| 17 | Bowling               |
| 18 | Balletto              |
| 19 | Negozio di regali     |
| 20 | La nave spaziale      |
| 21 | Il negozio di musica  |
| 22 | Il gesso magico       |
| 23 | La mappa del tesoro   |
| 24 | L'armadio magico      |
| 25 | L'ospite              |
| 26 | Lo show               |

### Terza stagione
| nº | Titolo italiano         |
| -- | ----------------------- |
| 1  | Halloween               |
| 2  | Il volo                 |
| 3  | Le avventure in cucina  |
| 4  | La casa di Babbo Natale |
| 5  | L'uffucio               |
| 6  | Circo avventura         |
| 7  | Booba nel futuro        |
| 8  | Il succo                |
| 9  | L'argilla per modellare |
| 10 | Il vigile del fuoco     |
| 11 | Pasqua                  |
| 12 | La fatina dei denti     |
| 13 | Il cocomero             |
| 14 | Il parco divertimenti   |
| 15 | La lampada magica       |
| 16 | Il museo della scienza  |
| 17 | Il selvaggio West       |
| 18 | Il sottomarino          |
| 19 | Lo stand foto magica    |
| 20 | L'avventura subacquea   |
| 21 | Il barattolo            |
| 22 | Il pianeta              |
| 23 | La gara divertente      |
| 24 | Il robot                |
| 25 | La Biblioteca           |
| 26 | La scopa magica         |

### Quarta stagione
| nº | Titolo italiano              |
| -- | ---------------------------- |
| 1  | Avventura di Halloween       |
| 2  | I regali di Natale           |
| 3  | La stella cadente            |
| 4  | La galleria d'arte           |
| 5  | La pesca                     |
| 6  | Il cavaliere                 |
| 7  | Gli stivali magici           |
| 8  | I tesori egiziani            |
| 9  | I giocattoli magici          |
| 10 | Caccia alle uova             |
| 11 | Lo specchio magico           |
| 12 | Il detective                 |
| 13 | Avventura invernale          |
| 14 | Rapina sul treno             |
| 15 | Soccorritore                 |
| 16 | Arcobaleno                   |
| 17 | Booba e la pianta di fagioli |
| 18 | Inventore                    |
| 19 | Mantello dell' invisibilità  |
| 20 | Dolcetto o scherzetto!       |
| 21 | Giorno di lavaggio           |
| 22 | Gran Premio                  |
| 23 | Messaggio in una bottiglia   |
| 24 | Maschera magica              |
| 25 | Occhiali magici              |
| 26 | Razzo                        |

### Quinta stagione
| n°  | Titolo italiano                  |
| --- | -------------------------------- |
| 105 | Coniglietto di Pasqua            |
| 106 | Età della pietra                 |
| 107 | Formaggio Magico                 |
| 108 | Bombo                            |
| 109 | Singhiozzo                       |
| 110 | Ruota della fortuna              |
| 111 | Il pacco smarrito                |
| 112 | Il burlone invisibile            |
| 113 | Costume di Halloween             |
| 114 | L'elfo di Natale                 |
| 115 | Il paziente                      |
| 116 | Capodanno cinese                 |
| 117 | L'uovo dorato                    |
| 118 | L'ospite inaspettato             |
| 119 | Pizza                            |
| 120 | Il costruttore                   |
| 121 | Realtà virtuale                  |
| 122 | L'impronta                       |
| 123 | L'eco                            |
| 124 | Parete di arrampicata divertente |
| 125 | Il laboratorio di Halloween      |
| 126 | Il grande scambio                |
| 127 | Il regista                       |
| 128 | La tata robotica                 |
| 129 | Una sorpresa di Natale           |
| 130 | Mondi rotondi                    |

## Attori e personaggi
- Roman Karev: Booba (58 episodi, 2014-2020)
- Elena Kareva: Loola (3 episodi, 2017)
- Anastasija Mikul'čina: Booba (5 episodi, 2018)
- Artem Kretov: Booba (65 episodi, 2020-in corso)